# Mladen Bogić

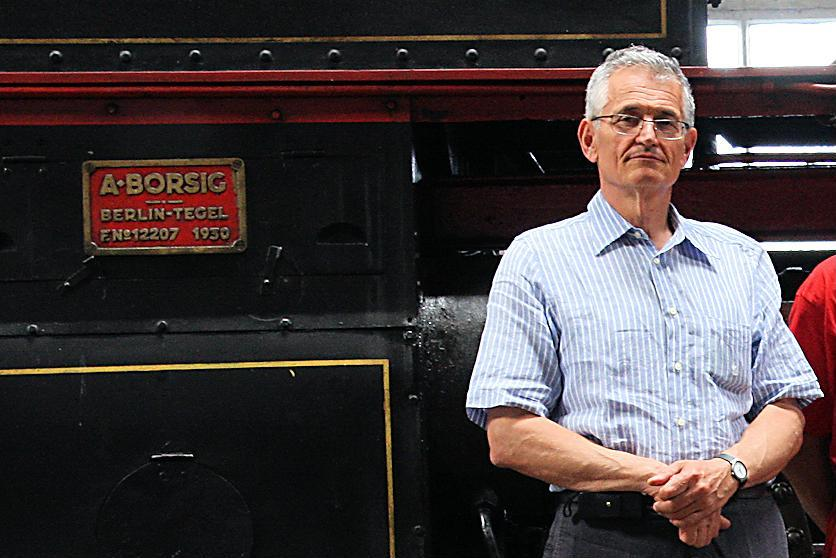
Mladen Bogić

Mladen Bogić (* 25. Februar 1949 in Ljubljana) ist ein slowenischer Eisenbahnpublizist und Eisenbahnmuseumsgestalter.

## Leben
Mladen Bogić, Sohn einer slowenischen Mutter und eines kroatischen Vaters, wuchs in Laibach/Ljubljana auf, wo er die Schule besuchte und die Gymnasialmatura mit einem Schwerpunkt in Physik (Thema: Dampflokomotive) ablegte. Obwohl er das Studium der Technik erwogen hat, entschied er sich dann aber doch für ein Fremdsprachenstudium (Deutsch und Literaturgeschichte) an der philosophischen Fakultät in Ljubljana, wo er durch das Diplom den Titel (Mittelschul-)Professor erworben hat.  Seinem Interesse an den Eisenbahnen folgend, trat er 1977 in den Dienst der slowenischen Eisenbahnen ein. Als im Rahmen der Slowenischen Eisenbahn 1981 die Abteilung für Museumswesen ins Leben gerufen wurde, wurde er zu deren Leiter bestellt. Sein Augenmerk galt/gilt dem Auf- und Ausbau des Eisenbahnmuseums in dem ehemaligen Heizhaus II (ex KRB bzw. UKB) in Ljubljana, das in 1982 noch rein als eine Außenstelle der Hauptwerkstätte fungierte. 2004 wurde die 1. Ausbaustufe des Eisenbahnmuseums fertig und dem Publikum zur Gänze zugänglich gemacht.
Bogić legte immer Wert auf grenzüberschreitende Zusammenarbeit, besonders mit den österreichischen, aber auch mit verwandten deutschen, ungarischen und italienischen Institutionen. Dabei behielt er in erster Reihe das Wohlergehen der historischen Fahrzeuge vor dem national-musealen Egoismus im Auge: Mit seiner tatkräftigen Unterstützung geschah die Rückkehr der Dampflokomotive JŽ 10-005 nach Österreich, wo es für die Lok bessere Überlebenschancen gab, zur Firma B&B, wo sie dann unter ihrer Originalnummer 33.132 betriebsfähig aufgearbeitet worden ist. Dasselbe gilt für die kkStB 80.179, die als langfristige Leihgabe seit 1994 in Knittelfeld als Denkmal steht, und auch für die SŽ 06-013, die sich seit 2006 im „Rundhaus Europa“ in Bahnpark Augsburg befindet. Auch im Südbahnmuseum in Mürzzuschlag befinden sich mehr als 30 historische Objekte als Leihgabe aus der Sammlung des slowenischen Eisenbahnmuseums.

## Publizistische Tätigkeit
- Bis jetzt über 300 kleinere und größere Beiträge in verschiedenen Publikationen, hauptsächlich in der slowenischen Eisenbahnzeitschrift „Nova proga“, aber auch in den Zeitschriften „Življenje in tehnika“ („Das Leben und die Technik“), Gea, Delo, Plus (Wochenblatt für die Teenager), PIL (Monatsschrift für die Jugend), u. a.
- In Österreich erschienen Beiträge in den Publikationen „Der Fahrtwind“, „GKB-Drehscheibe“, „Mit Volldampf in den Süden“, „Über den Berg“.
- Ständiger Mitarbeiter der englischen Zeitschrift „The Cornet“, die hauptsächlich über das slowenische Eisenbahnmuseum berichtet.
- Fachberater für die eisenbahnbezogenen Stichwörter in Oxford’s großem englisch – slowenischem Wörterbuch (Državna založba Slovenije, Ljubljana, 2007)

### Ausgewählte publizistische Werke
(die Titel ins Deutsche übersetzt)
- Die Entwicklung des Eisenbahnnetzes in Slowenien (Bücherreihe Tiri in čas (Gleise und Zeit), No. 1 und No. 10 – neue, verbesserte und erweiterte Ausgabe).
- Der Reiter (eine Mitfahrt im Führerhaus der Dampflokomotive).
- Auswahl und Übersetzung der schönsten Eisenbahnstorys aus verschiedenen Büchern des deutschen Autors Karl-Ernst Maedel, herausgegeben in der Bücherreihe „Tiri in čas“ des slowenischen Eisenbahnmuseums, No. 7 unter dem Titel (übers.) „Eisenbahngeschichten“.
- Von Heron bis Pendolino – eisenbahnentwicklungsbezogene Zeittafel
- 100 Jahre der Wiener Stadtbahn
- Als man uns die eiserne Bahn baute (Überblick über die Weltkulturereignisse 1846–1849), in: GKB-Drehscheibe Nr. 37–41, Graz 2008.
- Diadem im Haar der Natur – 150 Jahre der Semmeringbahn
- Die Südbahn in Slowenien – gestern – heute – morgen, in: Gerhard Artl, Gerhard Gürtlich, Hubert Zenz: Mit Volldampf in den Süden, Österreichisches Staatsarchiv, Wien 2007, (p.257-264) ISBN 978-3-902575-01-2